# Pleurothyrium parviflorum
Pleurothyrium parviflorum är en lagerväxtart som beskrevs av Adolpho Ducke. Pleurothyrium parviflorum ingår i släktet Pleurothyrium och familjen lagerväxter. Inga underarter finns listade i Catalogue of Life.